# Neopetrosia vanilla
Neopetrosia vanilla är en svampdjursart som först beskrevs av De Laubenfels 1930.  Neopetrosia vanilla ingår i släktet Neopetrosia och familjen Petrosiidae.
Artens utbredningsområde är Kalifornien. Inga underarter finns listade i Catalogue of Life.